# Dante's Inferno - Un poema animato
Dante's Inferno: An Animated Epic è un film d'animazione direct-to-video distribuito in DVD il 9 febbraio 2010. È basato sul videogioco Dante's Inferno, a sua volta vagamente ispirato all'Inferno della Divina Commedia.

## Trama
Di ritorno dalla Terza Crociata, Dante Alighieri giunge nella propria abitazione ma scopre che tutti i suoi abitanti sono stati uccisi mentre la sua fidanzata Beatrice Portinari è mortalmente ferita allo stomaco; dopo poco tempo, la donna muore e, appare Lucifero che trascina la sua anima all'Inferno, venendo subito inseguito dal Crociato.
Al suo arrivo, viene raggiunto da uno spirito, Virgilio, che si offre di guidarlo; allora, salgono a bordo del traghettatore Caronte (addetto al trasporto delle anime al Primo Cerchio) che ordina ai demoni di attaccare Dante, tuttavia, vengono sconfitti da Dante che riesce ad arrivare nel Limbo. In questo luogo, scopre che Beatrice era incinta ma ha abortito e viene attaccato da bambini demoniaci che costringono lui e Virgilio a rifugiarsi in una sala piena di spiriti pagani per poi affrontare il giudice Minosse, sconfiggendolo.
Nel Secondo Cerchio, in mezzo ai lussuriosi, Dante ricorda di essere stato infedele verso Beatrice (e questo, inizia a far perdere la fede alla donna, che aveva sentito tutto) mentre nel Terzo Cerchio, i protagonisti entrano in una grotta dove i golosi vengono divorati da Cerbero: per accedere al Cerchio successivo è necessario passare dall'interno della bestia, quindi, Dante si lascia mangiare per poi far esplodere, dall'interno, la creatura.
Nel Quarto Cerchio, tra gli avari, Dante affronta e sconfigge suo padre mentre nel Quinto Cerchio, tra gli iracondi, viene schernito da Filippo Argenti (prima che quest'ultimo, venga travolto dagli altri spiriti). Poi, a Dite, vede Lucifero che annuncia ai dannati lì presenti della sua intenzione di sposare Beatrice; in seguito, nel Sesto Cerchio, incontra e sconfigge Farinata degli Uberti. Raggiungendo il Settimo Cerchio, tra i violenti, il Crociato entra nella foresta dei suicidi e incontra sua madre che assolve, liberandola.
Nel Settimo Cerchio, tra i fraudolenti, Virgilio si separa da Dante e quest'ultimo inizia a riflettere sui propri peccati; nello stesso tempo, Beatrice (che ha sposato Lucifero) lo attacca, costringendolo a scendere nel Nono e ultimo Cerchio, tra i traditori, dove scopre il proprio peccato più grave: aver permesso che Francesco Portinari si prendesse la colpa dei suoi massacri (facendosi, di conseguenza, condannare al posto suo). Devastato, cede a Beatrice la propria croce e la supplica di accettare l'amore di Dio; commossa, la donna lo perdona e gli promette che presto staranno insieme ma che, per sfuggire all'inferno, dovrà affrontare Lucifero da solo.
Dante si rende conto che non è in grado di fermare Lucifero, allora, implora il perdono divino; per tutta risposta, il suo corpo emana un raggio di luce che congela Lucifero. Sconfitto il signore dell'Inferno, Dante si tuffa nella voragine che conduce al Purgatorio così da stare insieme a Beatrice ormai "né del tutto viva, né del tutto morta".

## Doppiaggio
| Personaggio           | Doppiatore originale     | Doppiatore italiano |
| --------------------- | ------------------------ | ------------------- |
| Dante                 | Graham McTavish          | Luca Ward           |
| Dante (10 anni)       | Grey DeLisle             |                     |
| Beatrice              | Vanessa Branch           |                     |
| Lucifero              | Steve Blum               | Roberto Draghetti   |
| Virgilio              | Peter Jessop             | Dario Penne         |
| Francesco Portinari   | Tom Tate                 | Alberto Bognanni    |
| Alighiero             | Mark Hamill              | Giorgio Lopez       |
| Minosse               | Kevin Michael Richardson | Bruno Alessandro    |
| Flegias               | Kevin Michael Richardson |                     |
| Caronte               |                          | Bruno Alessandro    |
| Riccardo I            | H. Richard Greene        | Giorgio Lopez       |
| Socrate               | H. Richard Greene        |                     |
| Platone               | Greg Ellis               |                     |
| Bella                 | Victoria Tennant         |                     |
| Filippo Argenti       | Bart McCarthy            |                     |
| Vendicatore           | John Paul Karliak        |                     |
| Ciacco                | J. Grant Albrecht        |                     |
| Farinata degli Uberti | J. Grant Albrecht        |                     |
| Walla                 | Stephen Apostolina       |                     |
| Prigioniera           | Nika Futterman           |                     |
| Nesso                 | Charlotte Cornwell       |                     |
| Lussuriosa            | Vanessa Marshall         |                     |